# Llucena
Llucena (cooficialment en castellà: Lucena del Cid) és un municipi valencià de la comarca de l'Alcalatén, a la província de Castelló. També és coneguda com «La perla de la muntanya».
| Castillo de Villamalefa | Xodos                     | Atzeneta del Maestrat |
| Castillo de Villamalefa |                           | Les Useres Figueroles |
| Ludiente                | L'Alcora Fanzara Argelita | Figueroles            |

## Geografia
Llucena compta amb un terme extens i muntanyós, amb grans diferències d'altitud. De fet, en l'extrem oriental del terme municipal, a la vora del riu Llucena, aigües avall de Figueroles, l'altura no arriba als 340 msnm, mentre que, en l'extrem nord-oest, en les proximitats de Penyagolosa, al Cabeço Roig, supera els 1.380 metres: una diferència de més de mil metres d'altura en tan sols 11 km en línia recta, solcats de barrancs profunds i cims elevats. Altres altures dignes de menció són el Salt del Cavall, la Picosa, la Roca del Castellar, el Pujol de Guardamar i les Bateries. Quant a la hidrografia del terme destaca el riu Llucena, afluent de la rambla de la Viuda, els barrancs del Batlle, Gorgàs i Casotes, tributaris del riu, així com el del Salt del Cavall.
Des de Castelló de la Plana, s'accedix a esta localitat a través de la CV-16 i prenent després la CV-190.
Al terme municipal es troben molts masos abandonats, record del temps en què hi vivia més de la meitat de la població. Entre els més importants trobem el mas de Fabra Lloma, el de la Costa, de la Parra, de Molló i el mas del Moro.
A mitjan dècada de 1960 la població masovera va començar a emigrar en el procés d'èxode rural comú a tot el país durant aquella dècada. En l'actualitat la presència de població masovera es reduïx a uns quants grups de neorurals que han repoblat antics masos, molts dels quals s'han convertit en segones residències de cap de setmana.

## Història
Es desconeix el moment històric de la seua fundació, però amb tota seguretat ja estava habitada en temps dels romans, sense excloure assentaments anteriors d'època ibera o inclús de l'edat del bronze, dels quals s'han trobat ruïnes i restes que testimonien l'antiguitat de la població. Durant l'època musulmana formava part del districte del castell de l'Alcalatén (precisament el nom àrab alcalatén significa "els dos castells", un dels quals, a banda del ja esmentat, era el de la Llucena musulmana). Després de la conquesta cristiana va formar part de la Tinença de l'Alcalatén, la qual en 1233 va ser donada pel rei Jaume I al noble aragonés Joan Ximén d'Urrea. El 6 de maig de 1335 li va ser atorgada carta de poblament i concessió de fur, la qual cosa la va convertir en un important centre comercial. En 1798, en morir l'últim dels Urrea, desé comte d'Aranda, famós ministre il·lustrat de Carles III i Carles IV, el senyoriu va passar a la casa ducal d'Híjar, en el si de la qual va romandre fins a l'abolició dels senyorius en el segle xix.
Durant les guerres carlines va prendre partit pel bàndol isabelí i a diferència de les viles dels voltants, les famílies liberals es van quedar al poble per a formar la resistència als carlins. A principis de 1834 es va formar una milícia urbana comandada per Francisco Sangüesa, de 300 hòmens en tres companyies de 100, que va augmentar a 500 en cinc companyies en 1835. Així, serví de nucli defensiu de les viles dels voltants. Resistí un primer atac de Josep Miralles Marín i un segon atac de Vicent Barreda i Boix La Cova en 1837, fet que li va valdre en 1838 el títol de "Heroica Vila", que figura en el seu escut. Va ser durant la primera guerra carlina quan Victorino Fabra va començar la seua escalada social i política i, mitjançant mètodes caciquils i clientelars, i fent servir la seua amistat amb el general O'Donnell, va originar la saga política dels Fabra.

## Toponímia
El nom Llucena, sobre ser l'històric i l'usat per la gent de la localitat i de la comarca, no va ser oficial fins a 2016. Oficialment, i hui dia de manera cooficial, se l'havia denominat Lucena del Cid, en castellà i amb l'additament "del Cid", sense cap justificació històrica. Este afegitó es remunta a 1863 i no va ser usat per l'Ajuntament fins a 1925. Abans, Llucena va tindre altres tres "cognoms": "de Aranda" en el segle xviii, en referència al seu senyor feudal; "de València" a mitjan segle xix, una vegada feta la revolució liberal que acabà amb el feudalisme; i "de Castelló" poc després. De fet, en el primer cens de població espanyol, de l'any 1857, figura només com a Lucena. Va ser a partir d'eixe cens quan hom es va adonar de l'existència de moltes poblacions espanyoles amb el mateix nom i es va crear una comissió per a solucionar el problema buscant "cognoms" per a diferenciar-les. Així, en 1863 va aparéixer, fruit del treball d'aquella "Comisión General de Estadística del Reino", un monumental nomenclàtor on apareix per primera vegada el nom Lucena del Cid.
Una possible explicació de l'afegitó "del Cid" cal buscar-la probablement en els episodis de la primera Guerra Carlina, en què les gestes heroiques dels lluceners, amb la seua resistència als nombrosos atacs i assetjaments carlins li van proporcionar al poble un renom per tot Espanya i el títol de "Heroica vila". Amb això, Llucena va entrar a formar part de la mitologia liberal espanyola, la qual, junt amb altres herois contemporanis, incloïa també el Cid Campeador, prototip del cavaller castellà-espanyol —convé recordar que en l'Himne de Riego, compost durant els anys del Trienni Liberal, es diu "De nuestros acentos / el Orbe se admire / que en nosotros mire / los hijos del Cid". A això es va unir la circumstància que els treballs del Nomenclàtor de 1863, citat adés, van començar cinc anys abans, en 1858, un període durant el qual va ser president del govern el general Leopoldo O'Donnell, el qual, sent capità general de València, va aconseguir alliberar Llucena en 1838 de l'últim i més important setge del carlí Cabrera. Eixa acció que li va valdre el títol de comte de Lucena, que va afegir al seu més famós títol de duc de Tetuan. Afegir-li el cognom "del Cid" a Llucena era, per tant, a més d'honrar la població —a pesar d'induir a una falsa visió històrica del poble, ja que el famós cavaller medieval castellà no va tindre cap relació coneguda amb la localitat—, adular el llavors president del govern assimilant-lo al Campeador.
Tan estranya els degué paréixer als lluceners la nova denominació del seu poble que l'ajuntament no la va utilitzar fins a 57 anys després, en 1920. Les posteriors dictadures fèrriament centralistes de Primo de Rivera i de Franco van contribuir a consolidar definitivament eixa denominació.

## Economia
L'economia de Llucena està tradicionalment basada en l'agricultura i la ramaderia. De fet, en el passat van tindre certa importància la ramaderia i la indústria llanera, però hui dia estes activitats han desaparegut pràcticament de l'economia llucenera. Actualment, gràcies a la seua proximitat i relativa bona comunicació amb el "triangle del taulellet" (l'Alcora, Onda i Vila-real) és la indústria ceràmica, amb tres fàbriques de taulellets i una de mosaic vidriat, la que sosté l'economia de la població. Igualment, hi ha altres xicotetes però modernes indústries (un escorxador industrial, una de taulers de conglomerat...) així com una fàbrica tèxtil creada en la dècada de 1920.
El municipi és també un important centre de turisme d'interior, gràcies un centre històric pintoresc i ben cuidat i a la bellesa d'uns paisatges als peus dels contraforts de la muntanya de Penyagolosa. Tot això li permet a Llucena mantindre la seua població, en la zona muntanyosa de l'interior de Castelló, caracteritzada per la decadència econòmica i la despoblació.

## Demografia
A data de 2022, Llucena tenia 1.325 habitants (INE).
| any  | habitants |
| ---- | --------- |
| 1842 | 2.903     |
| 1857 | 3.155     |
| 1860 | 3.389     |
| 1877 | 3.526     |
| 1887 | 3.687     |
| 1897 | 4.097     |
| 1900 | 4.097     |
| 1910 | 4.510     |
| 1920 | 4.416     |
| 1930 | 4.016     |
| 1940 | 3.784     |
| 1950 | 3.521     |
| 1960 | 2.870     |
| 1970 | 2.233     |
| 1981 | 1.899     |
| 1991 | 1.659     |
| 2000 | 1.538     |
| 2010 | 1.532     |
| 2020 | 1.315     |

## Política i govern

### Composició de la Corporació Municipal
El Ple de l'Ajuntament està format per 9 regidors. En les eleccions municipals de 26 de maig de 2019 foren elegits 6 regidors del Partit Popular (PP) i 3 del Partit Socialista del País Valencià (PSPV).
| Eleccions municipals de 26 de maig de 2019 - Llucena                                                               |                                          |                                     |                                     |        |          |          |
| Candidatura | Candidatura                              | Candidatura                         | Cap de llista                       | Vots   | Vots     | Regidors |
| | Partit Popular                           |                                     | David Monferrer Nebot               | 613    | 60,87%   | 6 (+1)   |
| | Partit Socialista del País Valencià-PSOE |                                     | Gerardo Luis Beltrán Royo           | 359    | 35,65%   | 3 (-1)   |
| | Altres candidatures                      |                                     |                                     | 20     | 1,99%    | 0        |
| | Vots en blanc                            |                                     |                                     | 15     | 1,49%    |          |
| Total vots vàlids i regidors                                                                                       | Total vots vàlids i regidors             | Total vots vàlids i regidors        | Total vots vàlids i regidors        | 1.007  | 100 %    | 9        |
| | Vots nuls                                | Vots nuls                           | Vots nuls                           | 20     | 1,95%    |          |
| Participació (vots vàlids més nuls)                                                                                | Participació (vots vàlids més nuls)      | Participació (vots vàlids més nuls) | Participació (vots vàlids més nuls) | 1.027  | 91,29%** |          |
| Abstenció | Abstenció                                | Abstenció                           | Abstenció                           | 98*    | 8,71%**  |          |
| Total cens electoral                                                                                               | Total cens electoral                     | Total cens electoral                | Total cens electoral                | 1.125* | 100 %**  |          |
| Alcalde: David Monferrer Nebot (PP) (15/06/2019) Per majoria absoluta dels vots dels regidors (6 vots de PP)       |                                          |                                     |                                     |        |          |          |
| Fonts: JEC, JEZ Castelló, Periòdic Ara. (* No són vots sinó electors. ** Percentatge respecte del cens electoral.) |                                          |                                     |                                     |        |          |          |

### Alcaldes

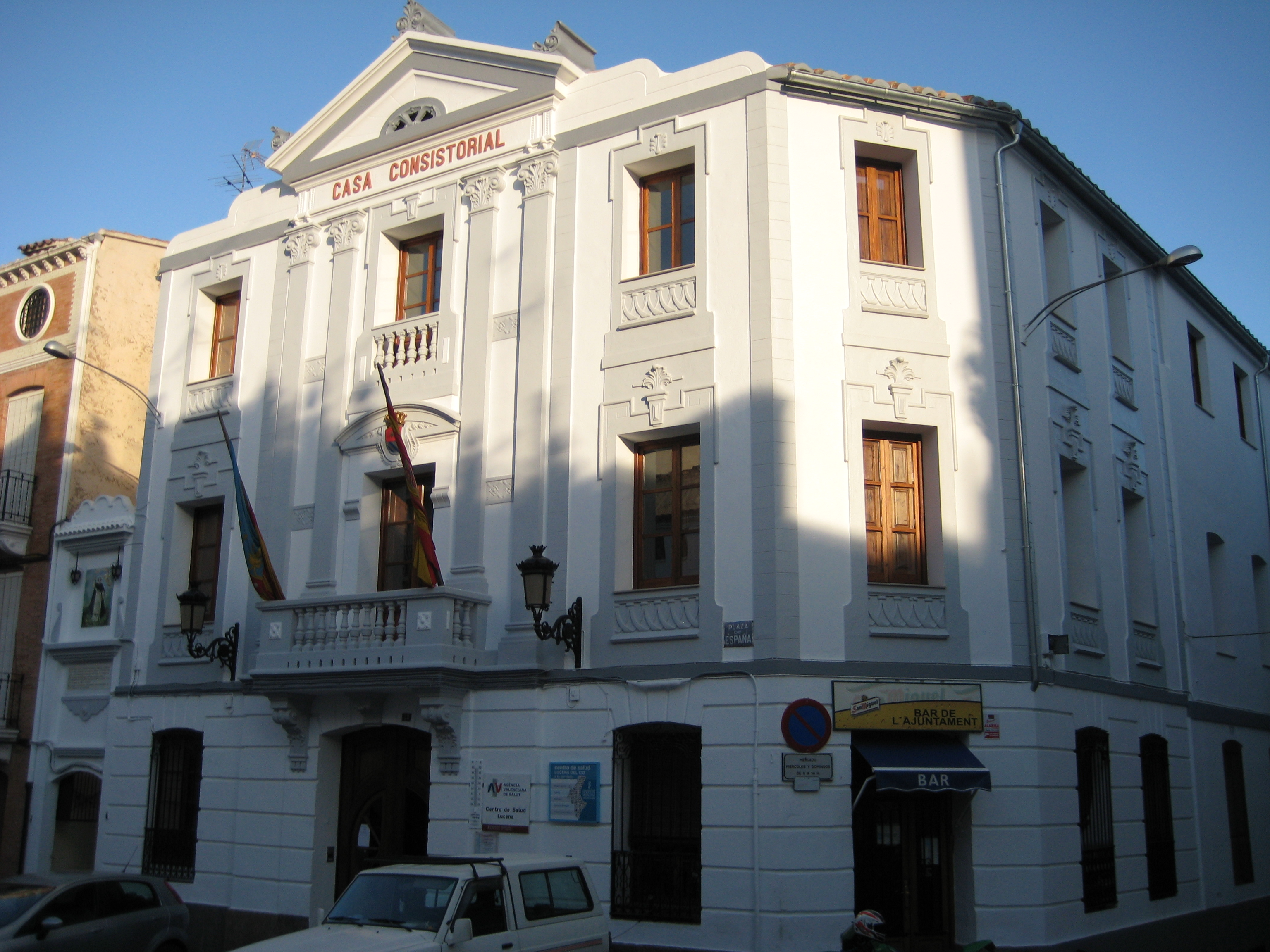
Ajuntament

Des de 2015 l'alcalde de Llucena és David Monferrer Nebot, del Partit Popular (PP).
| Període                       | Alcalde o alcaldessa                             | Partit polític | Data de possessió     | Observacions         |
| ----------------------------- | ------------------------------------------------ | -------------- | --------------------- | -------------------- |
| 1979–1983                     | Miguel Nebot Safont                              | UCD            | 19/04/1979            | --                   |
| 1983–1987                     | Miguel Nebot Safont                              | CDS            | 28/05/1983            | --                   |
| 1987–1991                     | Vicent Nebot Gargallo                            | PSPV-PSOE      | 30/06/1987            | --                   |
| 1991–1995                     | Vicent Nebot Gargallo                            | PSPV-PSOE      | 15/06/1991            | --                   |
| 1995–1999                     | Vicent Nebot Gargallo                            | PSPV-PSOE      | 17/06/1995            | --                   |
| 1999–2003                     | Ángel Gonzalo Ribes Escrig Vicent Nebot Gargallo | PSPV-PSOE      | 03/07/1999 26/07/1999 | Dimissió/renúncia -- |
| 2003–2007                     | Vicent Nebot Gargallo                            | PSPV-PSOE      | 14/06/2003            | --                   |
| 2007–2011                     | Vicent Nebot Gargallo                            | PSPV-PSOE      | 16/06/2007            | --                   |
| 2011–2015                     | Vicent Nebot Gargallo Gerardo Luis Beltrán Royo  | PSPV-PSOE      | 11/06/2011 14/12/2011 | Defunció --          |
| 2015–2019                     | David Monferrer Nebot                            | PP             | 13/06/2015            | --                   |
| 2019-2023                     | David Monferrer Nebot                            | PP             | 15/06/2019            | --                   |
| Des de 2023                   | David Monferrer Nebot                            | PP             | 17/06/2023            | --                   |
| Fonts: Generalitat Valenciana |                                                  |                |                       |                      |

## Monuments

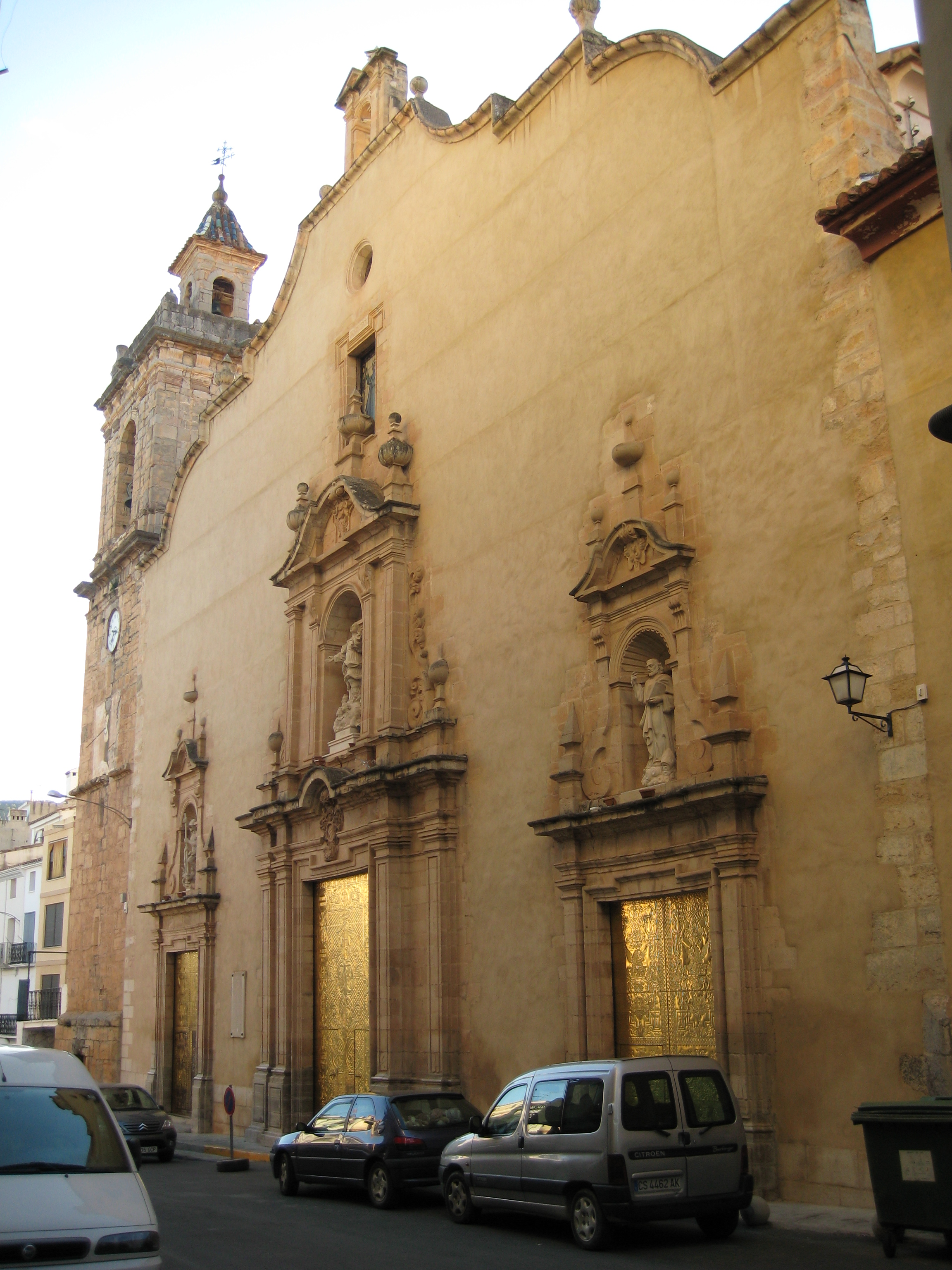
Església de l'Assumpció

### Monuments religiosos
- Església de la Mare de Déu de l'Assumpció. Va ser construïda entre 1724 i 1739 en estil barroc. Cal destacar-ne la frontera, la cripta i el magnífic museu amb valuoses peces d'art sacre i pintures de diverses èpoques.
- Ermita de Sant Antoni. Edificada en 1785 sobre una anterior del segle xiii. S'alça sobre un impressionant morrot rocós que domina el Barranc de la Pedrenyera, en un paratge salvatge i encantador. És una capella de forma poligonal rematada per airosa cúpula de vidriades teules blaves cobalt, a la qual s'accedix per un atri d'arcs de mig punt rebaixats.
- Ermita-castell de Sant Miquel de les Torrocelles. L'edifici, d'origen àrab, va ser utilitzat pels cristians amb fins defensius. Actualment l'ermita i un antic castell s'han unit i formen un sol conjunt on fan una estació els pelegrins de Les Useres.
- Ermita de Sant Vicent. (Segle XVII).
- Ermita del Calvari.

### Monuments civils
- Plaça Major, porticada amb arcs gòtics coneguts com Els Perxes. Un dels elements medievals que, encara que prou maltractat, encara perviuen en l'actualitat, són estos porxes de la plaça: constituïxen, amb els seus característics arcs apuntats propis de l'estil gòtic, uns de les més definides senyes d'identitat de Llucena.
- Castell-palau dels Ximénez d'Urrea. D'origen àrab però modificat per a destinar-lo a casa-palau dels Urrea de primer i dels Híjar després. Va ser parcialment destruït pels atacs carlins i reformat en 1876 per a fer-lo servir de presó. Actualment alberga el Museu Etnològic.
- La Torre de l'Oró, musulmana, coneguda com el Fort, per haver sigut utilitzada i reformada durant les guerres carlines. El seu estat actual és penós.
- La Torre de Foios. Monument Nacional des de 1931. Es tracta d'una torre ibera dels segles VII a III aC que constituïx un dels elements d'arquitectura militar ibera que han arribat fins als nostres dies. Es troba en bon estat de conservació.
- El Graner de l'Almodí. Del segle xviii. Edificat per a servir de graner i utilitzat posteriorment com a hospital.

## Llocs d'interés

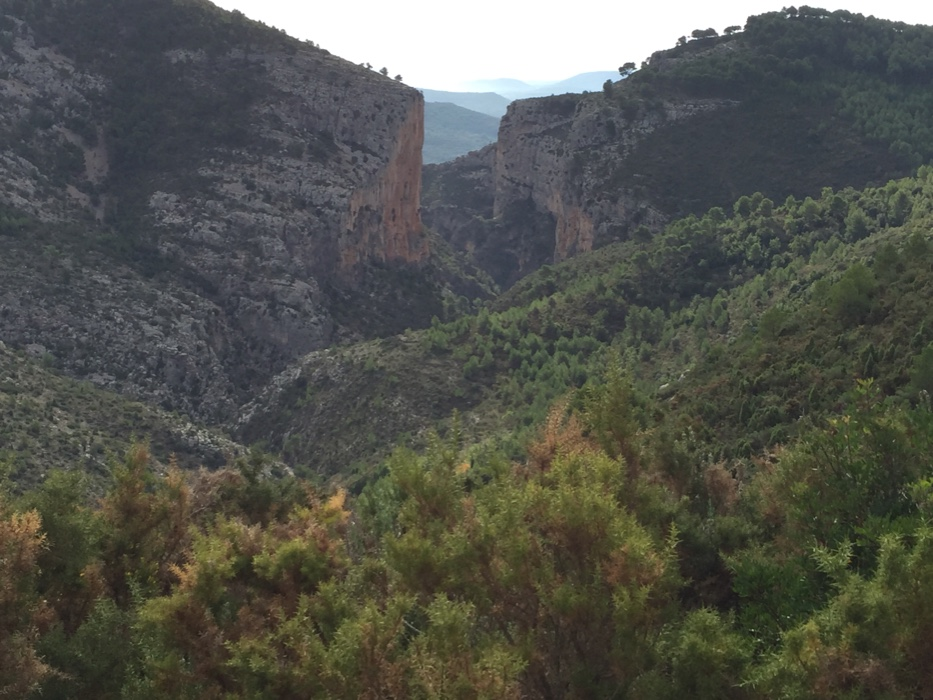
El salt del Cavall

Al terme de Llucena hi ha molts llocs i espais per a gaudir de la naturalesa i del temps lliure, entre els quals destaquen:
- Salt del Cavall. Microreserva de Flora
- La font del Prat
- La font dels Covarxos
- La font del Gatell
- La font del Mosquerí
- La cova de l'Ocre
- Naixement del riu Llucena
- La Fonteta de Godó
- La Badina
- El Molí del ros

## Festes locals
- Sant Antoni Abat. Ronda nocturna entorn de la foguera colossal, que acaba amb el repartiment del pa beneït. Esta festa se celebra el cap de setmana més pròxim al 17 de gener.
- Romeria a Sant Miquel dels Torrocelles. El segon diumenge de maig se celebra una romeria a esta ermita, antiga capella del castell que els Urrea van manar construir en els confins del seu feu per a defendre'l dels montesians.
- Fira del Rotllo. Se celebra el 30 de maig, coincidint amb la celebració de la Santíssima Trinitat. És l'evocació feliç d'unes èpoques plenes de dificultats econòmiques. Es du a terme una fira de maquinària agrícola i una altra de dolços i jogueteria; competicions esportives; balls típics i balls moderns. Però el típic és el repartiment del rotllo, prèviament beneït pel rector.
- Mare de Déu de l'Assumpció. Entorn de la seua festivitat, el 15 d'agost, s'organitzen una sèrie de festejos que duren diversos dies, en homenatge a la Colònia Estiuenca.
- Festes Patronals. Se celebren a la darreria de setembre comprenent sempre els dies entre el 29 de setembre i l'1 d'octubre, festivitats de Sant Miquel i Sant Hermolau, patrons de la vila.

## Gastronomia
Entre els plats típics destaquen l'olla de cardets, el conill amb caragols, les farinetes, l'olla d'abstinència i els embotits.